# Ľudovít Mikloš
Ľudovít Mikloš (* 11. května 1947 Verekne), známý jako Fero Mikloš (uváděn i jako František Mikloš), je bývalý československý fotbalový útočník.

## Fotbalová kariéra
Začínal ve Vrakuni, odkud přestoupil do Slovanu Bratislava. V československé lize hrál za Tatran Prešov a Zbrojovku Brno. V lize nastoupil ve 161 utkáních a dal 41 gólů. V nižší soutěži hrál za UD Příbram. V prvoligových ročnících 1971/72 a 1972/73 se stal nejlepším střelcem Zbrojovky Brno. Jako asistent trenéra byl jedním z aktérů úplatkářské aféry mezi Dynamem ČB a Zbrojovkou Brno ve 2. lize na podzim 1984.

## Ligová bilance
| Ročník                                   | Zápasy | Góly | Klub           |
| ---------------------------------------- | ------ | ---- | -------------- |
| 1. československá fotbalová liga 1969/70 | 23     | 2    | Tatran Prešov  |
| 2. československá fotbalová liga 1970/71 | 30     | 11   | Zbrojovka Brno |
| 1. československá fotbalová liga 1971/72 | 30     | 12   | Zbrojovka Brno |
| 1. československá fotbalová liga 1972/73 | 29     | 13   | Zbrojovka Brno |
| 1. československá fotbalová liga 1973/74 | 21     | 7    | Zbrojovka Brno |
| 1. československá fotbalová liga 1974/75 | 20     | 4    | Zbrojovka Brno |
| 1. československá fotbalová liga 1975/76 | 23     | 3    | Zbrojovka Brno |
| 1. československá fotbalová liga 1976/77 | 16     | 0    | Zbrojovka Brno |
| CELKEM 1. LIGA                           | 162    | 41   |                |